# Élections législatives de 1997 en Lot-et-Garonne
Les élections législatives françaises de 1997 se déroulent le 25 mai et le 1er juin 1997. Dans le département de Lot-et-Garonne, trois députés sont à élire dans le cadre de trois  circonscriptions.

## Élus
| Circonscription | Député sortant  | Parti | Parti    | Député élu ou réélu | Parti | Parti |
| --------------- | --------------- | ----- | -------- | ------------------- | ----- | ----- |
| 1re             | Paul Chollet    |       | UDF (FD) | Alain Veyret        |       | PS    |
| 2e              | Georges Richard |       | RPR      | Gérard Gouzes       |       | PS    |
| 3e              | Daniel Soulage  |       | UDF (FD) | Jérôme Cahuzac      |       | PS    |

## Résultats

### Résultats à l'échelle du département
| Parti          | Parti                                    | Premier tour | Premier tour | Second tour | Second tour | Sièges |
| Parti          | Parti                                    | Voix         | %            | Voix        | %           | Sièges |
| -------------- | ---------------------------------------- | ------------ | ------------ | ----------- | ----------- | ------ |
|                | Parti socialiste                         | 44 487       | 29,41        | 83 196      | 52,97       | 3      |
|                | Parti communiste français                | 15 372       | 10,16        |             |             | 0      |
|                | Les Verts                                | 6 190        | 4,09         | 0           |             |        |
|                | Mouvement des citoyens                   | 765          | 0,51         | 0           |             |        |
|                | Gauche plurielle                         | 66 814       | 44,17        | 83 196      | 52,97       | 3      |
|                |                                          |              |              |             |             |        |
|                | Union pour la démocratie française       | 26 055       | 17,23        | 49 576      | 31,56       | 0      |
|                | Rassemblement pour la République         | 14 142       | 9,35         | 24 302      | 15,47       | 0      |
|                | Divers droite                            | 7 865        | 5,20         |             |             | 0      |
|                | La Droite indépendante                   | 5 203        | 3,44         | 0           |             |        |
|                | Droite parlementaire                     | 53 265       | 35,22        | 73 878      | 47,03       | 0      |
|                |                                          |              |              |             |             |        |
|                | Front national                           | 23 684       | 15,66        |             |             | 0      |
|                | Divers écologiste dont LT-LNÉ, MÉI et GÉ | 3 305        | 2,19         | 0           |             |        |
|                | Divers                                   | 2 863        | 1,89         | 0           |             |        |
|                | Ligue communiste révolutionnaire         | 1 325        | 0,88         | 0           |             |        |
|                |                                          |              |              |             |             |        |
| Inscrits       | Inscrits                                 | 221 220      | 100,00       | 221 175     | 100,00      | 3      |
| Abstentions    | Abstentions                              | 60 354       | 27,28        | 51 661      | 23,36       |        |
| Votants        | Votants                                  | 160 866      | 72,72        | 169 514     | 76,64       |        |
| Blancs et nuls | Blancs et nuls                           | 9 610        | 5,97         | 12 440      | 7,34        |        |
| Exprimés       | Exprimés                                 | 151 256      | 94,03        | 157 074     | 92,66       |        |

### Résultats par circonscription

#### Première circonscription (Agen - Nérac)
| Candidat       | Candidat                    | Parti             | Premier tour | Premier tour | Second tour | Second tour |  |
| Candidat       | Candidat                    | Parti             | Voix         | %            | Voix        | %           |  |
| -------------- | --------------------------- | ----------------- | ------------ | ------------ | ----------- | ----------- |  |
|                | Alain Veyret élu            | PS                | 15 695       | 30,28        | 29 390      | 54,5        |  |
|                | Paul Chollet sortant        | UDF (FD)          | 15 019       | 28,98        | 24 534      | 45,5        |  |
|                | Eddy Marsan                 | FN                | 8 820        | 17,02        |             |             |  |
|                | Marcel Vindis               | PCF               | 4 817        | 9,29         |             |             |  |
|                | Isabelle Delgado            | Divers            | 2 193        | 4,23         |             |             |  |
|                | Rose-Marie Schmitt          | Les Verts         | 2 002        | 3,86         |             |             |  |
|                | Patrick-François Pouzelgues | LDI (MPF)         | 1 599        | 3,09         |             |             |  |
|                | Philippe Camou              | Divers écologiste | 733          | 1,41         |             |             |  |
|                | Gérard Charollois           | MÉI               | 606          | 1,17         |             |             |  |
|                | Éric Touati                 | Divers droite     | 342          | 0,66         |             |             |  |
|                |                             |                   |              |              |             |             |  |
| Inscrits       | Inscrits                    | Inscrits          | 76 274       | 100,00       | 76 267      | 100,00      |  |
| Abstentions    | Abstentions                 | Abstentions       | 21 353       | 28           | 18 271      | 23,96       |  |
| Votants        | Votants                     | Votants           | 54 921       | 72           | 57 996      | 76,04       |  |
| Blancs et nuls | Blancs et nuls              | Blancs et nuls    | 3 095        | 5,64         | 4 072       | 7,02        |  |
| Exprimés       | Exprimés                    | Exprimés          | 51 826       | 94,36        | 53 924      | 92,98       |  |

#### Deuxième circonscription (Marmande)
| Candidat       | Candidat                | Parti          | Premier tour | Premier tour | Second tour | Second tour |  |
| Candidat       | Candidat                | Parti          | Voix         | %            | Voix        | %           |  |
| -------------- | ----------------------- | -------------- | ------------ | ------------ | ----------- | ----------- |  |
|                | Gérard Gouzes élu       | PS             | 15 355       | 30,26        | 28 018      | 53,55       |  |
|                | Georges Richard sortant | RPR            | 14 142       | 27,87        | 24 302      | 46,45       |  |
|                | Georges Clément         | FN             | 7 638        | 15,05        |             |             |  |
|                | Jean Querbes            | PCF            | 7 317        | 14,42        |             |             |  |
|                | François Jay            | LDI (MPF)      | 2 322        | 4,58         |             |             |  |
|                | Pierre Salane           | Les Verts      | 2 005        | 3,95         |             |             |  |
|                | Rosemarie Mathevet      | LT-LNÉ         | 1 281        | 4,58         |             |             |  |
|                | Christian Sage          | MÉI            | 685          | 1,35         |             |             |  |
|                |                         |                |              |              |             |             |  |
| Inscrits       | Inscrits                | Inscrits       | 73 466       | 100,00       | 73 449      | 100,00      |  |
| Abstentions    | Abstentions             | Abstentions    | 19 057       | 25,94        | 16 080      | 21,89       |  |
| Votants        | Votants                 | Votants        | 54 409       | 74,06        | 57 369      | 78,11       |  |
| Blancs et nuls | Blancs et nuls          | Blancs et nuls | 3 664        | 6,73         | 5 049       | 8,8         |  |
| Exprimés       | Exprimés                | Exprimés       | 50 745       | 93,27        | 52 320      | 91,2        |  |

#### Troisième circonscription (Villeneuve-sur-Lot)
| Candidat       | Candidat               | Parti          | Premier tour | Premier tour | Second tour | Second tour |  |
| Candidat       | Candidat               | Parti          | Voix         | %            | Voix        | %           |  |
| -------------- | ---------------------- | -------------- | ------------ | ------------ | ----------- | ----------- |  |
|                | Jérôme Cahuzac élu     | PS             | 13 437       | 27,6         | 25 788      | 50,73       |  |
|                | Daniel Soulage sortant | UDF (FD)       | 11 036       | 22,67        | 25 042      | 49,27       |  |
|                | Michel Gonelle         | diss. RPR      | 7 523        | 15,45        |             |             |  |
|                | Jacques Laporte        | FN             | 7 226        | 14,84        |             |             |  |
|                | André Garrigue         | PCF            | 3 238        | 6,65         |             |             |  |
|                | Georges Mabilon        | Les Verts      | 2 183        | 4,48         |             |             |  |
|                | Ignace Garay           | LCR            | 1 325        | 2,72         |             |             |  |
|                | Thierry Delrieu        | LDI (MPF)      | 1 282        | 2,63         |             |             |  |
|                | Rene Chambon           | MDC            | 765          | 1,57         |             |             |  |
|                | Boussad Azni           | Divers         | 492          | 0,37         |             |             |  |
|                | Zohra Jammes           | Divers         | 178          | 0,37         |             |             |  |
|                |                        |                |              |              |             |             |  |
| Inscrits       | Inscrits               | Inscrits       | 71 480       | 100,00       | 71 459      | 100,00      |  |
| Abstentions    | Abstentions            | Abstentions    | 19 944       | 27,9         | 17 310      | 24,22       |  |
| Votants        | Votants                | Votants        | 51 536       | 72,1         | 54 149      | 75,78       |  |
| Blancs et nuls | Blancs et nuls         | Blancs et nuls | 2 851        | 5,53         | 3 319       | 6,13        |  |
| Exprimés       | Exprimés               | Exprimés       | 48 685       | 94,47        | 50 830      | 93,87       |  |